# Metro van São Paulo
De metro van São Paulo in Brazilië is in gebruik sinds 1974 toen de noord-zuidlijn werd geopend. De metro van São Paulo vervoert 4,5 miljoen reizigers per dag samen met de vijf voorstadlijnen. De metro heeft een lengte van 104,2 km, de voorstadlijnen samen 275 km. Er zijn 91 metrostations.
Naast de noord-zuidlijn zijn er nog drie andere metrolijnen met breedspoor, 1600 mm. In 2002 werd de vierde metrolijn geopend, op normaalspoor, 1435 mm.
De toegangscontrole is streng waardoor vandalisme en graffiti nauwelijks te vinden zijn.
Uitgedrukt in het aantal passagiers dat per jaar een kilometer van de metro gebruikt (10,2 miljoen) is de metro van São Paulo de meest intensief gebruikte metro ter wereld na die van New York. 

## Geschiedenis
De bouw van de metro van São Paulo begon in december 1968, met de werken aan de noord-zuidlijn (vandaag Linha 1-Azul). In 1972 startte de uitbating tussen de stations Jabaquara en Saúde. In 1974 werd het stuk Jabaquara-Vila Mariana in gebruik genomen en in 1975 werd de noord-zuidlijn afgewerkt met de verbinding Jabaquara-Santana. Vervolgens werd in 1979 het eerste stuk (Sé-Brás) van de oost-westlijn in gebruik genomen. De oost-westlijn, vandaag Linha 3-Vermelha (rood), werd afgewerkt in 1988. Nadien volgde nog Linha 2-Verde (groen) (1991), Linha 5-Lilás (2002) en momenteel wordt er volop gewerkt aan Linha 4- Amarela (geel). Het eerste stuk tussen Morumbi en Luz wordt in 2009 in gebruik gesteld.

## Operationele gegevens
De metro van São Paulo bestaat vandaag uit 104,2 km spoor over 6 verschillende lijnen en 91 stations, wat het de grootste metro maakt van Brazilië en 41ste op de lijst van grootste netwerken ter wereld. Dagelijks transporteert de Metro van São Paulo ongeveer 7,8 miljoen gebruikers, (goed voor 75% van het Braziliaanse personenvervoer per rail). Dit zijn 2 miljoen gebruikers die het netwerk binnenkomen via de metrostations en de rest via de gratis integratie met CPTM (zie verder) en het lokale bussysteem. Met 483,6 miljoen gebruikers staat de metro van São Paulo op de 12de plaats in de rangschikking van drukste metro's ter wereld.  Het interval tussen twee treinen tijdens de spits is 99 seconden, het op twee na kleinste van de wereld. Een vernieuwing van het beveiligingssysteem naar een semiautomatische en in de toekomst een volledige automatische metro zal moeten leiden tot nog kleinere intervallen. Metrolijn 4 is al volledig geautomatiseerd en rijdt zonder bestuurder. De monorailverbindingen die in aanleg zijn, rijden ook volledig geautomatiseerd. De metro rijdt dagelijks van 4.40 tot 24.00 uur en op zaterdag van 4.40 tot 01.00 uur.
Op 14 september 2019 registreerde de Metrô een recordaantal van 5,5 miljoen reizigers op één werkdag, veroorzaakt door de recente uitbreiding van enkele lijnen. De metro verzorgde in 2019 in totaal 1,49 miljard ritten.
De metro van São Paulo wordt beschouwd als een van de modernste en meest geavanceerde metronetwerken van de wereld en is ISO 9001, ISO 14001 en OHSAS 18001 gecertificeerd.

## Aansluitingen op andere netwerken
In zijn huidige opstelling dekt de metro van São Paulo niet de volledige stad en daarom wordt het metronetwerk (met zes actieve lijnen en twee in aanbouw) aangevuld met een netwerk van stadstreinen van 275 km en 94 stations, verdeeld in zes lijnen die beheerd worden door CPTM (Companhia Paulista de Trens Metropolitanos) die de hoofdstad verbinden met de buitenwijken, voorsteden en gaat tot andere steden in Groot São Paulo zoals Jundiaíwaardoor een netwerk van ongeveer 380 km, waarmee het het grootste stedelijke spoorwegnetwerk van Latijns-Amerika is.
Door de gratis integratie is er 380 km netwerk beschikbaar voor een enkel tarief via Bilhete Unico R$ 4,30 vol tarief, studenten en docenten R$ 2,15. Vanaf begin 2014 bestaat er ook een persoonlijke 31-dagenkaart, alleen metro R$ 208,90, metro/bus R$ 330,00. Deze kaart is na de eerste incheck 31 dagen geldig voor een maximum van 20 ritten per dag.
Vrouwen 60+, mannen 65+, invalide en zwangere vrouwen hebben gratis openbaar vervoer.
Het systeem is geïntegreerd met CPTM in de stations Brás, Palmeiras-Barra Funda, Luz, Pinheiros, Tamanduatei en Santo Amaro. 
Bij de stations Tatuapé en Corinthians-Itaquera is de gratis integratie van maandag t/m vrijdag van 10.00 tot 17.00 uur en van 20.00 tot 24.00 uur. Zaterdag van 15.00 uur tot 01.00 uur en 's zondags en tijdens de vakantieperioden de gehele dag.
Daarnaast is er integratie mogelijk met de bussen van SPTrans, via het Bilhete Único. Via deze integratie is het mogelijk een bus en metrorit binnen drie uur te combineren voor R$ 7,48. De integratie met andere bussen is ook mogelijk in de busstations in Jabaquara, Portuguesa-Tietê (grootste busstation ter wereld) en Palmeiras-Barra Funda.
Op 17 december 2012 is men gestart met de integratie van Cartão BOM (Bilhete Onibus Metropolitano) bij een beperkt aantal stations van de metro en CPTM. Op 16 augustus 2013 waren 119 van de 153 stations geïntegreerd, inmiddels zijn alle stations geschikt voor Cartão BOM.
Een andere integratie is die met de fiets. São Paulo probeert het gebruik van de fiets te stimuleren. De meeste stations zijn voorzien van fietsenstallingen. Daarnaast is op de dienstweg van CPTM lijn 9, die langs de rivier de Pinheiros loopt, een fietspad aangelegd. Doordeweeks na 20.30 uur en in het weekend en op feestdagen na 14.00 uur is het toegestaan om de fiets in de metro mee te nemen; voor de CPTM geldt alleen de weekendregeling.
In 2014 heeft Urban Bike SP, het witte fietsenplan (die in São Paulo overigens oranje zijn), het mogelijk gemaakt om na registratie van een bilhete únicocard op de site van Urban Bike SP met het Bilhete Único gebruik te maken van een oranje Urban Bike SP-fiets. Het eerste uur gebruik is gratis.

## De verschillende lijnen van naderbij
Lijnen uitgebaat door de Companhia do Metropolitano de São Paulo (CMSP) - (de Metrô, lijn 1, 2, 3, 15 en 17), Grupo CCR (lijn 4 en 5) en Acciona (lijn 6).

### Actieve lijnen
| 1  | Linha 1 - Blauw | (Tucuruvi ↔ Jabaquara)                         | 23 stations | 20,2 km |  |
| 1  | De eerste metrolijn in Brazilië verbindt het zuiden (zona sul) met het noorden (zona norte) van de stad. Er zijn verbindingen met de lijnen 2, 3, 4, 5, 7, 10, 11 en 13. De busstations Terminal Rodoviário Tietê en Terminal Jabaquara hebben ook een verbinding met de Blauwe Lijn. In Jabaquara is er een speciale verbinding met de Zoo. |                                                |             |         |  |
| 2  | Linha 2 - Groen | (Vila Madalena ↔ Vila Prudente)                | 14 stations | 14,7 km |  |
| 2  | De Groene lijn kruist de hoofdstraat Avenida Paulista. Er zijn verbindingen met de lijnen 1, 4, 5, 10 en 15 en de busstations Terminal Sacomã en Terminal Vila Prudente. |                                                |             |         |  |
| 3  | Linha 3 - Rood | (Palmeiras-Barra Funda ↔ Corinthians-Itaquera) | 18 stations | 22,0 km |  |
| 3  | Een van de drukste lijnen van de metro van São Paulo verbindt het oosten (zona este) met het centrum. Er zijn verbindingen met de lijnen 1, 4, 7, 8, 10, 11 en 12. De busterminals Terminal Barra Funda en Terminal Parque Dom Pedro II zijn verbonden met de Rode lijn. |                                                |             |         |  |
| 4  | Linha 4 - Geel | (Luz ↔ Vila Sônia)                             | 11 stations | 12,9 km |  |
| 4  | Het eerste deel (Faria Lima ↔ Paulista) is op 25 mei 2010 in gebruik genomen, op 15 september 2011 is de lijn uitgebreid met de stations Luz en República. De Gele lijn verbindt het westelijke deel van de stad met station Luz (centrum van de stad en grootste overstappunt) en is in een tunnel gebouwd onder de hoofdstraten Avenida Consolação en Avenida Rebouças. Deze lijn heeft verbindingen met de lijnen 1, 2, 3, 7, 9, 11, 13 en 17. |                                                |             |         |  |
| 5  | Linha 5 - Lila | (Capão Redondo ↔ Chácara Klabin)               | 17 stations | 19,9 km |  |
| 5  | Gebouwd voor een verbinding met de zuidwestelijke zone van São Paulo. De verlenging tot Chácara Klabin werd voltooid in 2018. De Lila lijn heeft verbindingen met de lijnen 1, 2, 9 en 17. |                                                |             |         |  |
| 15 | Linha 15 - Zilver | (Vila Prudente ↔ Jardim Colonial)              | 11 stations | 14,6 km |  |
| 15 | Dit is een lijn met monorail. Het eerste deel van het traject (Vila Prudente ↔ Oratório) is op 30 augustus 2014. De Zilveren lijn heeft een verbinding met lijn 2 en met de busstations Terminal São Mateus, Terminal Sapopemba en Terminal Vila Prudente. |                                                |             |         |  |

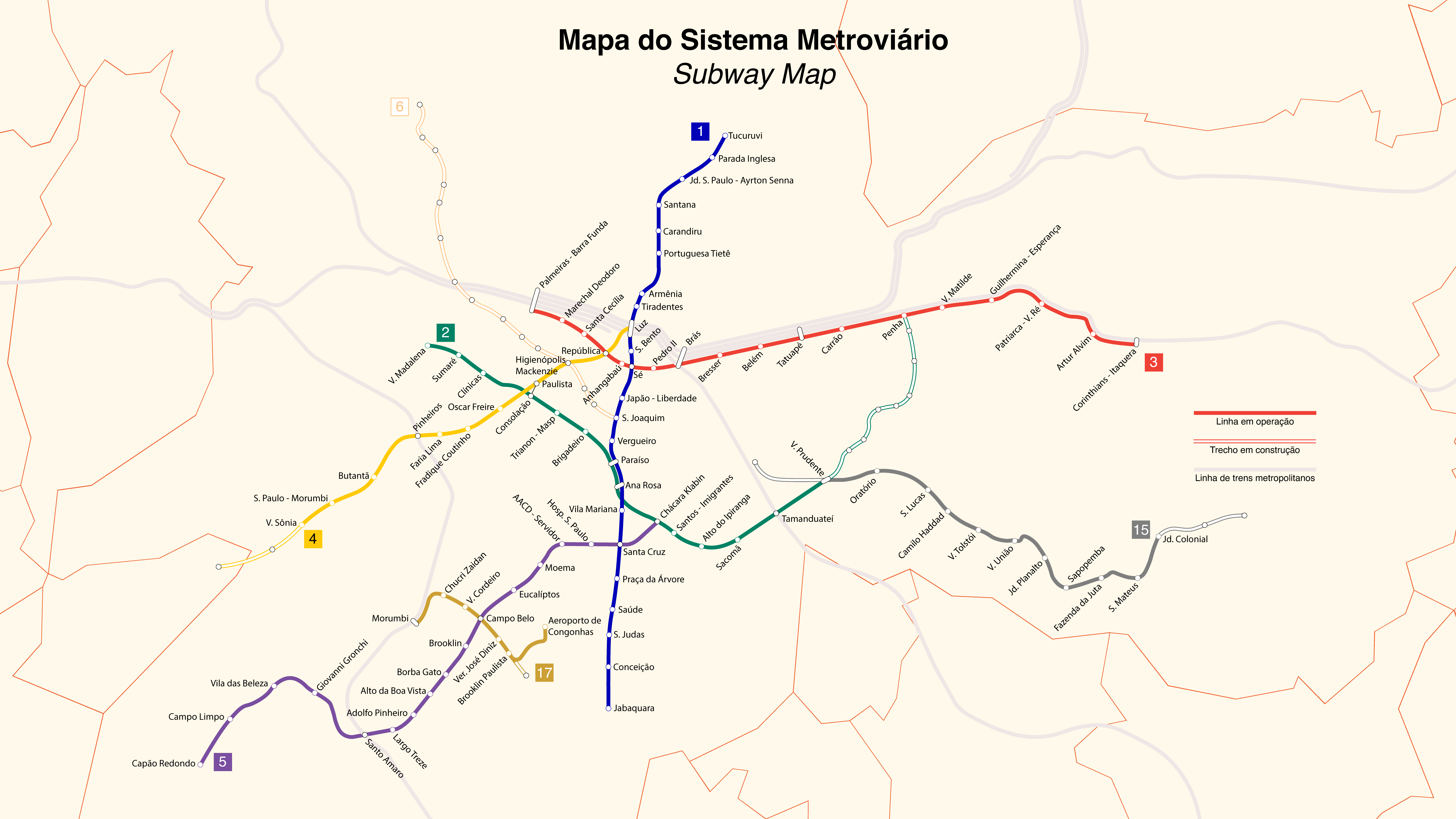
Metro netwerk van São Paulo (mei 2018)
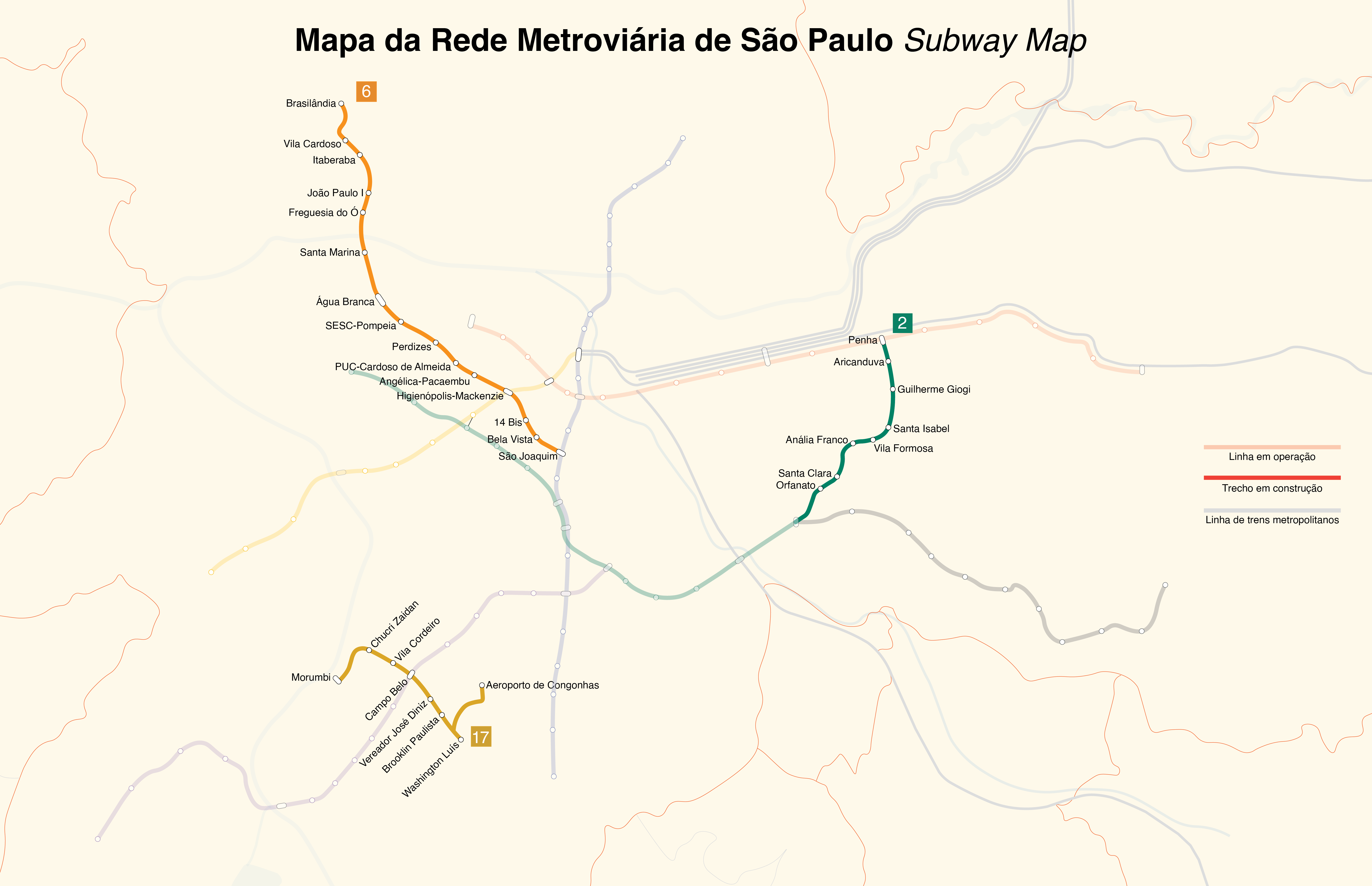
Uitbreiding van het netwerk

### In aanbouw
| 6  | Linha 6 - Oranje | (Brasilândia ↔ Cidade Líder)      | 15 stations | 15,3 km |  |
| 6  | (Geplande opening 2026) Aangekondigd in maart 2008 door gouverneur José Serro en burgemeester Gilberto Kassab, aanvang van de bouw 1e helft 2014. In de eerste fase zou er een verbinding zijn van de wijk Freguesia do Ó tot aan station São Joaquim op lijn 1, in de wijk Liberdade, waarbij het volledig uitgebreide centrum doorkruist wordt en passeert door de wijken Perdizes, Consolaçáo en Bela Vista. Er zijn verbindingen voorzien met de lijnen 1, 2, 4, 7, 8, 10, 15 en 19. In een tweede fase is er een verlenging tot het station Vila Prudente. |                                   |             |         |  |
| 17 | Linha 17 - Goud | (São Judas / Congonhas / Morumbi) | 8 stations  | 7,7 km  |  |
| 17 | (Geplande opening 2026) Onder constructie Monorail en gereed in 2014. Monorail. Connecties met de lijnen 1 en 9. Onderzoek voor verlenging naar Jabaquara. |                                   |             |         |  |

### Uitbreiding
| 2  | Linha 2 - Groen | (Vila Prudente ↔ Penha)          | 8 stations | 8,3 km |  |
| 2  | (Geplande opening 2025/26) Uitbreiding met verbinding met de lijnen 3 en 11 op station Penha. Er is al een planning om het traject nog verder te verlengen naar de gemeente Guarulhos. |                                  |            |        |  |
| 15 | Linha 15 - Zilver | (Jardim Colonial ↔ Jacu-Pêssego) | 2 stations | 2,8 km |  |
| 15 | (Geplande opening 2025) Er wordt gekeken of de lijn aan beide kanten nog verder verlengt wordt met in totaal nog eens 5 stations.                                                      |                                  |            |        |  |

### In onderzoek
De lijnen hieronder zijn in ontwikkeling. Hoe ze precies lopen, het nummer of welke kleur wordt toegepast, ligt niet met zekerheid vast.
Linha 16 - Violet(Oscar Freire ↔ Cidade Tiradentes). Planning voor een traject van 32 km lengte met 23 stations. Connecties met de lijnen 1, 2, 4 en 10, later mogelijk nog een 2e connectie met lijn 2 en een connectie met lijn 15. Neemt in het plan het oostelijk deel van lijn 6 over.
Linha 18 - Brons(Tamanduateí ↔ Estrada dos Alvarengas). Oorspronkelijke planning voor de aanvang van de bouw van de monorail was in 2014. Met het eerste traject Tamanduateí/Paço Municipal gereed in 2015 en het volgende traject Tamanduateí/Estrada dos Alvarengas gereed in 2016. Met connecties met de lijnen 2 en 10.
Het project werd geannuleerd in 2019, o.a. vanwege de hoge kosten voor de  monorail. Een snelle buslijn, de BRT – Bus Rapid Transit is het alternatief. Mogelijk wordt een deel van het plan opgenomen bij de aanleg van de roze lijn 20.
Linha 19 - Hemelsblauw(Anhangabaú ↔ Bosque Maia). Planning voor een traject van 17,6 km lengte met 15 stations. Connecties met de lijnen 1, 2, 3 en 11. Directe verbinding met het centrum van de stad Guarulhos.
Linha 20 - Roze(Santa Marina ↔ Santo André) Planning voor een traject van 31 km lengte met 24 stations. Connecties met de lijnen 1, 2, 4, 5, 6, 7, 8, 10, 19 en 22. En met de snelle buslijn BRT (ter vervanging van het plan voor lijn 18).
Linha 21 - Grafietgrijs(Pari ↔ Nordestina) Een lijn in oostelijke richting. Mogelijk geannuleerd.
Linha 22 - Bruin(Cotia ↔ Sumaré). Planning voor een traject van 29 km lengte met 19 stations. Met een betere verbinding met de Universiteit van São Paulo. En een verbinding met de gemeente Osasco met 2 stations.
Linha 23 - Magenta(Lapa ↔ Dutra) Noordelijke lijn voor een mogelijke metro ring met de lijnen 2, 5 en 20.

### Bovengrondse lijnen
Behalve bovenstaande lijnen zijn er ook nog de bovengrondse voorstadslijnen onder het beheer van de CPTM. Het verschil met de metro is het groter interval tussen de treinen. (om de 6 à 10 minuten tijdens de piekuren). Het betreft volgende lijnen:
| 7  | Linha 7 - Robijn | (Jundiaí ↔ Brás)                           | 19 stations | 60,5 km |  |
| 7  | Doorkruist de volledige noordwestelijke regio van de gemeente São Paulo en doet verschillende buurgemeenten aan zoals Caieiras en Franco da Rocha, met een verlenging tot Jundiaí. Gebruikt de oude sporen van São Paulo Railway. De lijn is verbonden met de lijnen 1, 3, 4, 8, 10, 11, 12 en 13. Uitbreidingsplan traject (Jundiaí ↔ Aqua Branca).                                                                       |                                            |             |         |  |
| 8  | Linha 8 - Diamant | (Júlio Prestes ↔ Amador Bueno)             | 22 stations | 41,6 km |  |
| 8  | Het verlengde van linha 3 doorkruist de westelijke regio van São Paulo en doorkruist verschillende gemeenten van de metropolitane regio van São Paulo waaronder Osasco, Carapicuíba, Barueri, Jandira en Itapevi. De lijn is verbonden met de lijnen 3, 7 en 9. |                                            |             |         |  |
| 9  | Linha 9 - Smaragd | (Osasco ↔ Mendes–Vila Natal)               | 20 stations | 37,3 km |  |
| 9  | Loopt langs de rivier Pinheiros/Jurubatuba en verbindt de autobaan van Interlagos met het centrum van Osasco. De lijn is verbonden met de lijnen 4, 5 en 8. Een uitbreiding met het traject (Mendes–Vila Natal ↔ Varginha) is bijna klaar (2023). |                                            |             |         |  |
| 10 | Linha 10 - Turkoois | (Brás ↔ Rio Grande da Serra)               | 13 stations | 35,0 km |  |
| 10 | Is het verlengde van Linha 7 en rijdt ook op een spoor van São Paulo Railway. Heeft zijn startpunt in Station Luz en doorkruist de regio tot aan ABC Paulista tot zijn eindpunt in de gemeente Rio Grande da Serra. De lijn is verbonden met de lijnen 2, 3, 7, 11 en 12. |                                            |             |         |  |
| 11 | Linha 11 - Koraal | (Luz ↔ Estudantes)                         | 16 stations | 50,5 km |  |
| 11 | Deze lijn, beter bekend onder de naam Expresso Leste, loopt parallel met de Linha 3 - Rood en biedt zo een snellere verbinding van Tatuape tot Itaquera en loopt vervolgens verder tot de eindhalte in Guaianases. Hier is er een aansluiting mogelijk tot Mogi das Cruzes. De lijn is verbonden met de lijnen, 1, 3, 4, 7, 10, 12 en 13. Voltooiing van het traject (Luz ↔ Palmeiras-Barra Funda) wordt verwacht in 2024. |                                            |             |         |  |
| 12 | Linha 12 - Safier | (Brás ↔ Calmon Viana)                      | 13 stations | 39,0 km |  |
| 12 | Doorsnijdt de volledige noordwestelijke zone van São Paulo tot in het eindpunt in Itaquaquecetuba. Heeft connectie met de lijnen 3, 7, 10, 11 en 13. Er wordt gewerkt aan de constructie van het traject (Calmon Viana ↔ Suzano). |                                            |             |         |  |
| 13 | Linha 13 - Jade | (Engenheiro Goulart ↔ Aeroporto–Guarulhos) | 3 stations  | 12,2 km |  |
| 13 | Geopend in 2018 en is de directe treinverbinding met de internationale luchthaven Guarulhos. De lijn is verbonden met lijn 12 en het busstation van Guarulhos. De trein Expresso Aeroporto is een directe verbinding van de luchthaven met het centrum (sinds 1 december 2020). De trein rijdt op de route Aeroporto–Guarulhos, Guarulhos-CECAP, Brás, Luz en Palmeiras-Barra Funda.                                       |                                            |             |         |  |

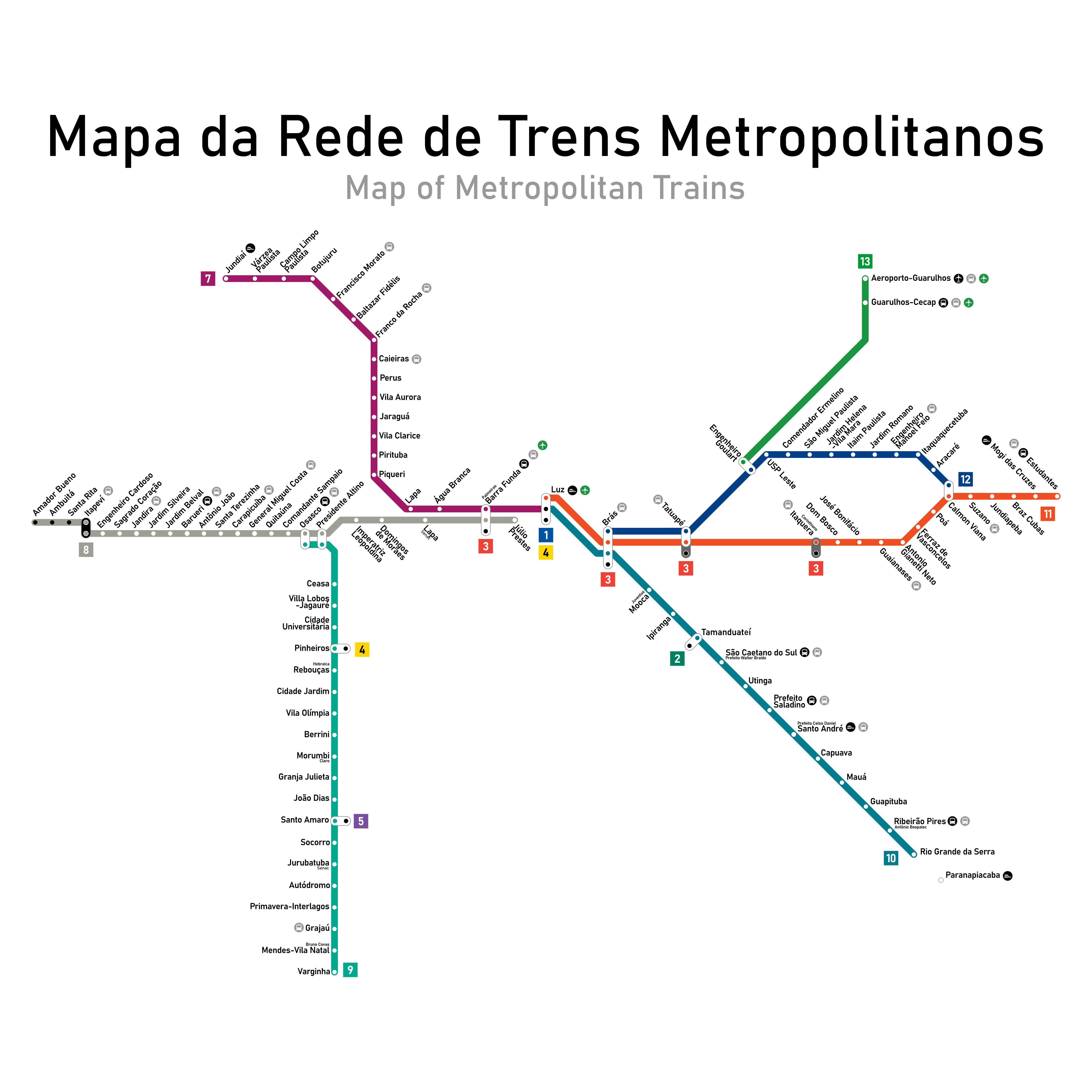
Trein netwerk van São Paulo (september 2020)

### In onderzoek
Linha 14 - Onyx(Luz ↔ Aeroporto Int. de Guarulhos/ Cumbica). Project. De Expresso Aeroporto zal het station Luz verbinden met de internationale luchthaven de Guarulhos/Cumbica. Het is ook een maatregel om het hectische verkeer tussen beide steden te verminderen.
Linha 24 - Olijf(Santos/Campinas) In onderzoek
Linha 25 - Granaat(Sorocaba/Lorena) In onderzoek
Linha 26 - Perola(Ubatuba/Peruíbe) In onderzoek